# Fiabe da terre lontane
Fiabe da terre lontane (Animated Classic Showcase) è una serie animata antologica statunitense prodotta da Films by Jove e Roman Film nel 1993.
La serie è composta da una varietà di film d'animazione e cortometraggi russi realizzati dallo studio Sojuzmul'tfil'm tra gli anni cinquanta e ottanta, appositamente ridoppiati in inglese con l'aggiunta di diversi tagli, rimontaggi e una diversa colonna sonora. I soggetti dei film sono spesso tratti da celebri fiabe e racconti per ragazzi di famosi autori, quali: Hans Christian Andersen, Oscar Wilde, Aleksandr S. Puskin, Gianni Rodari e Selma Lagerlöf.
In Italia la serie è stata distribuita parzialmente in home video nel 1997 ed è poi stata trasmessa integralmente nel 2005 da Rai 3.
Nel 1995 Films by Jove ha prodotto una sorta di serie sequel, intitolata Storie della mia infanzia, sempre tratta da altri film dello studio Sojuzmul'tfil'm.

## Film utilizzati
1. Pollicina (Djujmovočka, 1964) - titolo statunitense: Thumbelina
2. Il signore del cielo (Скоро будет дождь, 1959) titolo statunitense: Soon There Will Be Rain
3. Il bosco stregato (Ореховый прутик, 1955) - titolo statunitense: Witch and Switch
4. Il fantasma di Canterville (Кентервильское привидение, 1970) The Ghost of Canterville
5. La pentola magica (Горшочек каши, 1984) - titolo statunitense: Pot of Porridge
6. Biancaneve (Сказка о мёртвой царевне и о семи богатырях, 1951) - titolo statunitense: Snow White and the Seven Knights
7. La piuma d’oro (Золотое перышко, 1960) - titolo statunitense: The Golden Feather
8. La letterina di Natale (Снеговик-почтовик, 1955) - titolo statunitense: Snow Postman
9. Un fuoco nell'Igloo (В яранге горит огонь, 1956) - Titolo statunitense: A Flame in the Igloo
10. Nonno Gelo (Мороз Иванович, 1981) - titolo statunitense: Grandpa Frost
11. La principessa ranocchia (Царевна-лягушка, 1954) - titolo statunitense: The Frog Princess
12. Il nuovo giocattolo (Живая игрушка, 1982) - titolo statunitense: A Toy for Tanya
13. Le avventure di una formica (Путешествие муравья, 1983) - titolo statunitense: Adventures of an Ant
14. Cipollino (Чиполлино, 1961) - titolo statunitense: Cipollino the Onion Boy
15. Il bambino di Napoli (Мальчик из Неаполя, 1958) - titolo statunitense: The Boy from Napoli
16. Un milione nel sacco (Миллион в мешке, 1956) - titolo statunitense: A Million in the Sack
17. Il piccolo sarto (Храбрый портняжка, 1964) - titolo statunitense: The Brave Tailor
18. Avventure nel bosco (В лесной чаще, 1954) - titolo statunitense: In the Deep of the Forest
19. La leggenda del moro (Легенда о Завещании мавра, 1959) - titolo statunitense: Legend of the Moor's Will
20. Il piccolo esploratore (Лесные путешественники, 1951) - Titolo statunitense: Forest Travelers
21. Il gigante solitario (Великан-эгоист, 1982) - titolo statunitense: The Giant Who Would Be Alone
22. Il brutto anatroccolo (Гадкий утёнок, 1956) - titolo statunitense: The Ugly Duckling
23. L'antilope d'oro (Золотая Антилопа, 1954) - titolo statunitense: The Golden Antelope
24. Desideri pericolosi (Заколдованный мальчик, 1955) - titolo statunitense: Bewitched Boy
25. La iena bugiarda (Маленький Шего, 1956) - titolo statunitense: Little Shego
26. La sirenetta (Русалочка, 1968) - titolo statunitense: The Little Mermaid
27. La principessa e il pigrone - titolo statunitense: The Princess and the Simpleton

## Distribuzione
Gli episodi sono stati distribuiti negli Stati Uniti in videocassetta nel 1993. Alcuni episodi sono stati nuovamente pubblicati in videocassetta nel 1996 con il titolo Classic Fairy Tales from Around the World e poi in DVD con il titolo Fairy Tales from Far Off Lands.

### Edizione italiana
In Italia, gli episodi: Cipollino (accompagnato da Avventure nel bosco, con il titolo Nel profondo della foresta e Le avventure di una formica) e Il brutto anatroccolo (accompagnato da Desideri pericolosi, con il titolo L'incantesimo dello gnomo e Il piccolo esploratore, con il titiolo Uno scoiattolo vagabondo) sono stati pubblicati in VHS dalla Alfadedis Entertainment tra il 1997 e il 1998 senza citare il titolo della serie, con un primo doppiaggio eseguito dalla SEDIF.
Successivamente la serie completa è stata trasmessa su Rai 3 dal 2005 alle 9:20 del sabato mattina, durante il programma Il Videogiornale del Fantabosco. Il doppiaggio di questa edizione è stato effettuato da Doppiaggio Internazionale. La serie è stata poi replicata su JimJam dal 2007. Tutti gli episodi sono stati distribuiti in 10 DVD dalla Avo Film nella collana Le fiabe del cuore.
Alcuni dei film presenti nella serie erano stati precedentemente distribuiti in Italia al cinema (come Il bambino di Napoli con il titolo Lo scugnizzo di Napoli) o trasmessi in TV su Supersix nel programma Baba Malù e le cento fiabe russe.